# Sempervivum ruthenicum
Sempervivum ruthenicum är en fetbladsväxtart som beskrevs av Johann Friedrich Wilhelm Koch, Schnittsp. och Lehm.. Sempervivum ruthenicum ingår i släktet taklökar, och familjen fetbladsväxter. Inga underarter finns listade i Catalogue of Life.

## Bildgalleri

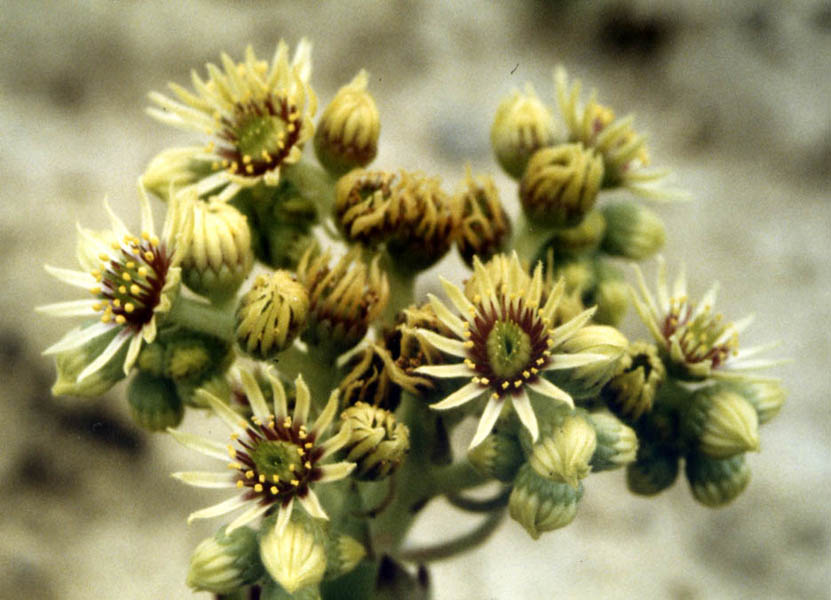
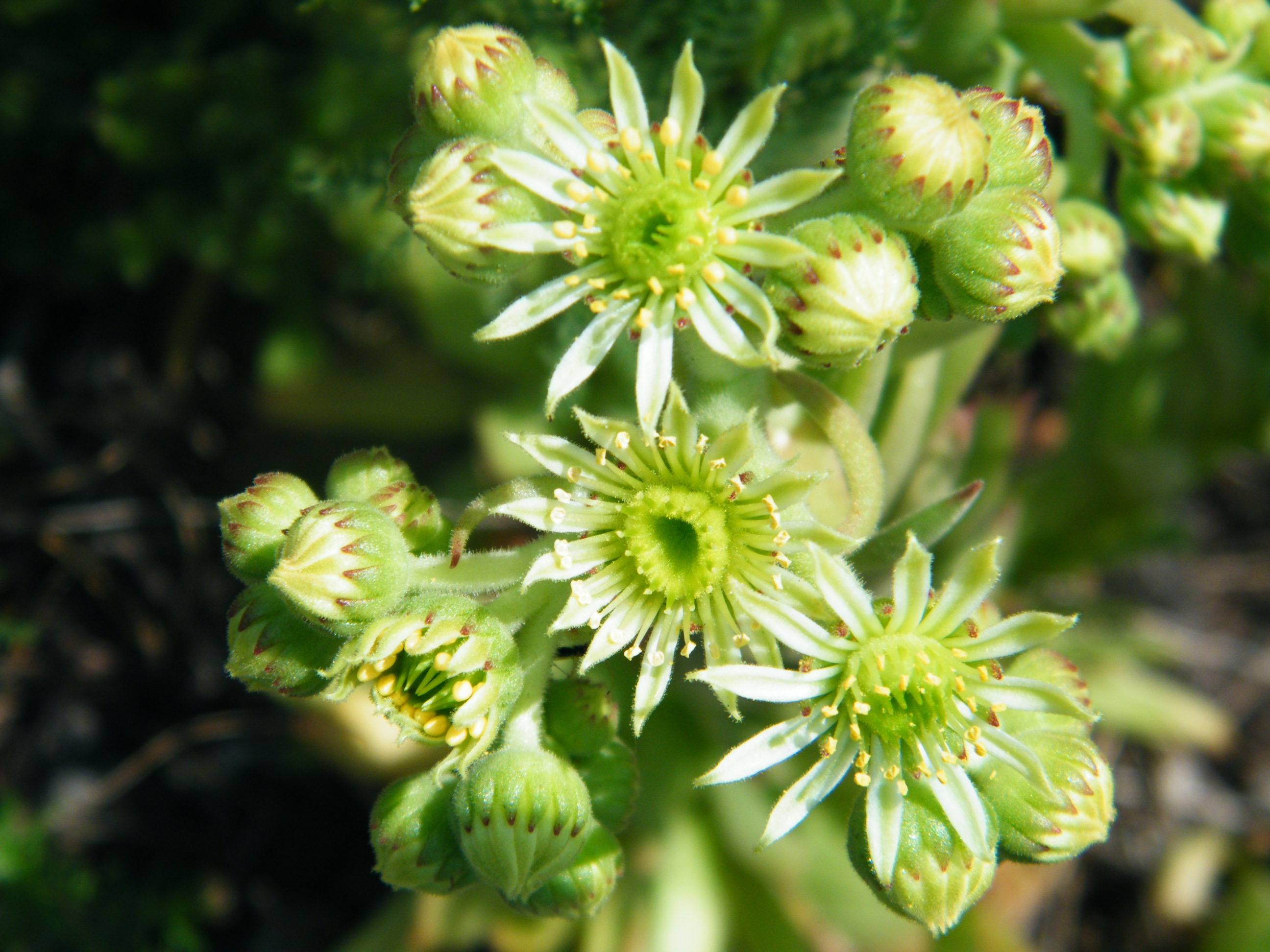
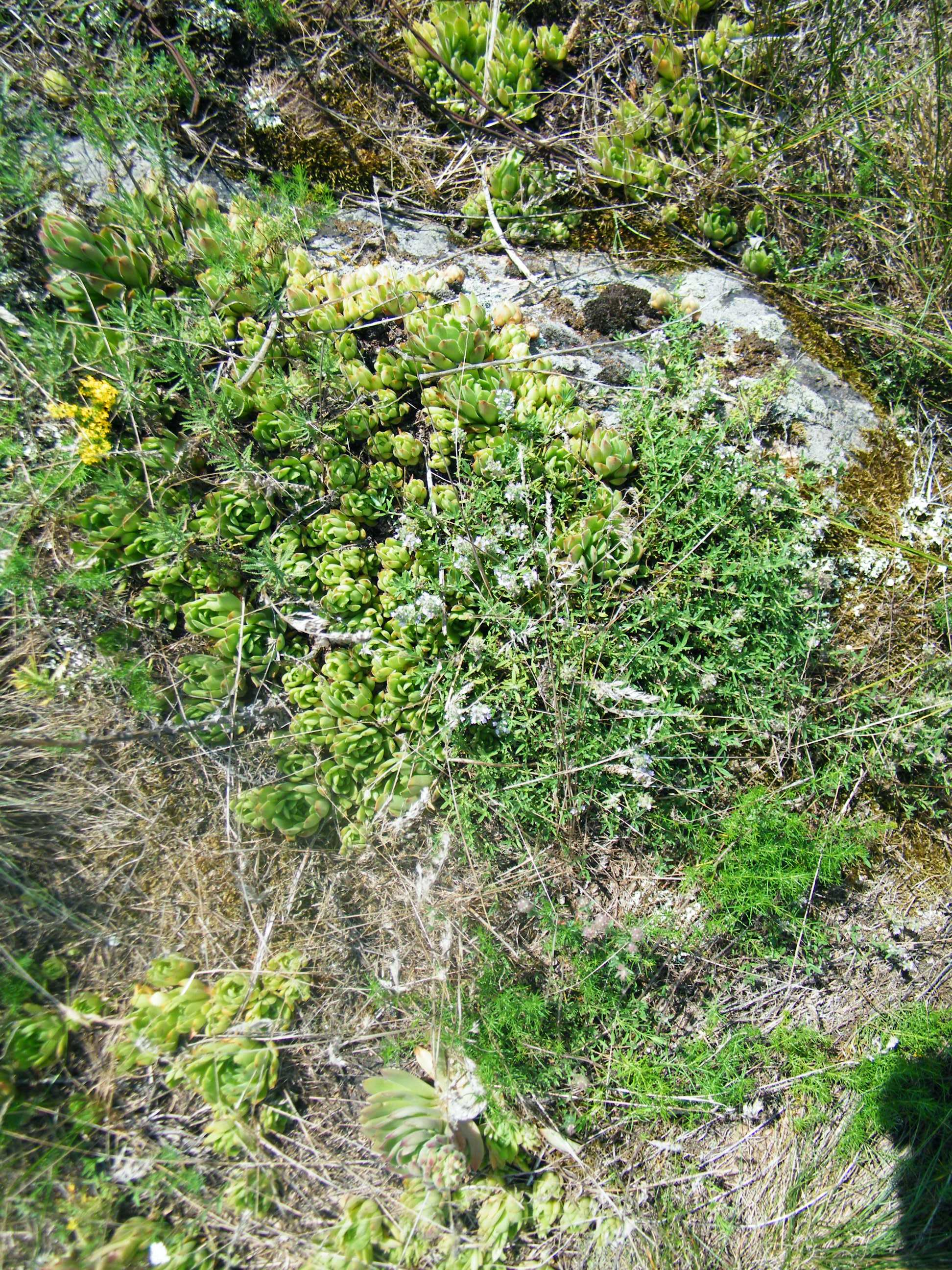
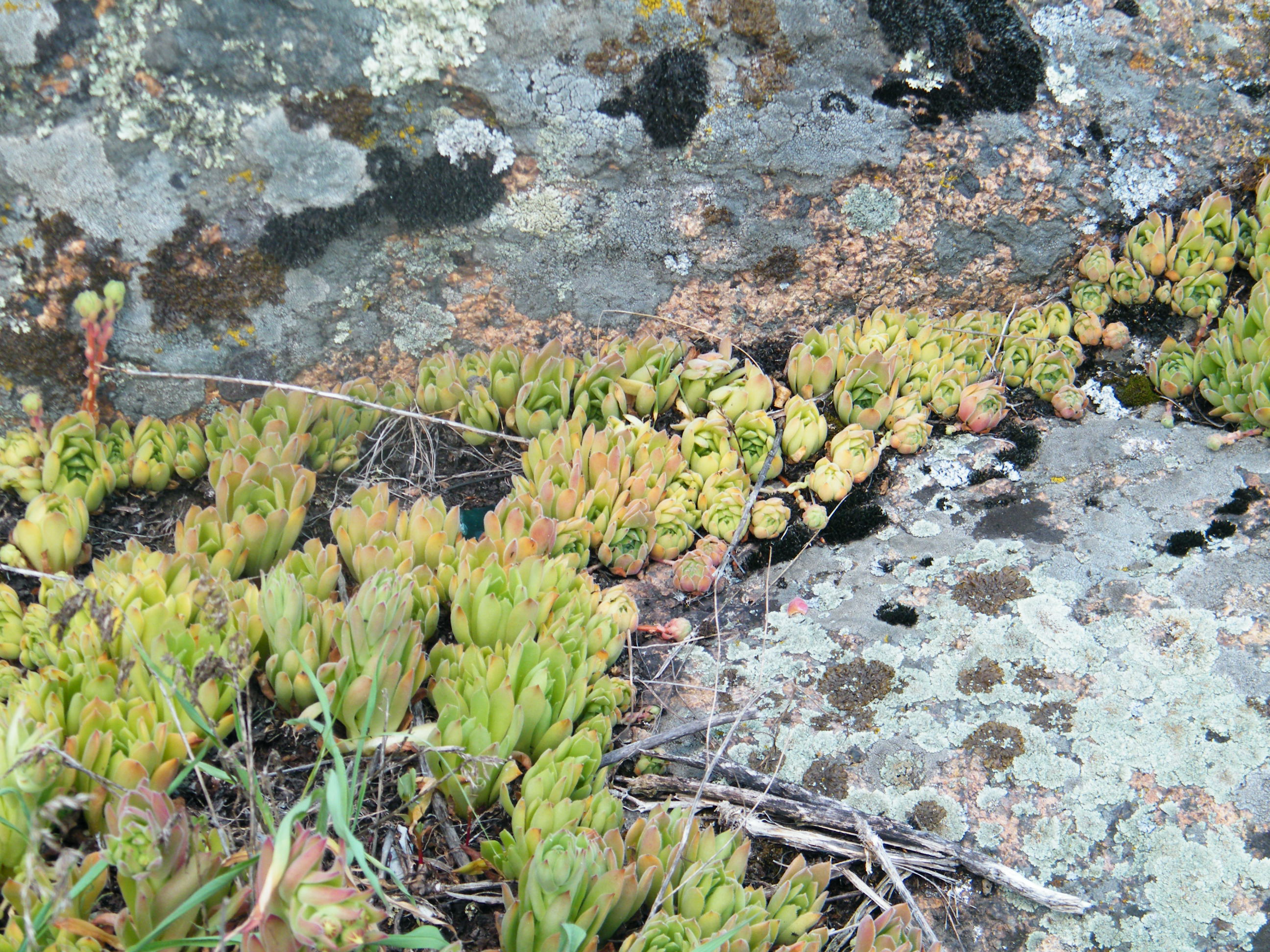